# Gaz-System
Gaz-System S.A. — польська компанія-газовий оператор, заснована 2004 року, є акціонерним товариством. З 2005 року всі акції Gaz-System належать Держказначейству.
У вересні 2014 року здійснює реверс газу з Польщі до України.